# Aktivna galaktika
Aktivna galaktika je galaktika koja snažno zrači elektromagnetske valove (snažnije nego što je zbroj zračenja svih njihovih zvijezda) zbog procesa koji se zbiva u njihovoj jezgri. Pretpostavlja se da je izvor njihove energije akrecijski disk oko supermasivne crne rupe u središtu, koji emitira rendgensko i drugo visokoenergetsko zračenje. Često se na rotacijskoj osi akrecijskoga diska opažaju izbačaji plina iz jezgre koji mogu biti dugi nekoliko tisuća ili nekoliko stotina tisuća svjetlosnih godina. Aktivne galaktike mogu se podijeliti na blazare, kvazare, N-galaktike, Seyfertove galaktike i radiogalaktike.

## Kvazari
Kvazar (eng. quasar, dolazi od riječi quasi stellar radio source: kvazizvjezdani radioizvor) je vrlo udaljena galaktika s izrazito sjajnom (do 10 000 puta sjajnijom od običnih galaktika), zvjezdolikom jezgrom (promjera manjega od 1 svjetlosne godine) koja emitira elektromagnetske valove s velikim crvenim pomakom. Pretpostavlja se da se u središnjem dijelu kvazara nalazi vrlo masivna crna rupa a oko nje akrecijski disk. Pod kutom od 90° u odnosu na akrecijski disk velikom (relativističkom) brzinom izlazi mlaz plina (brzine bliske brzini svjetlosti). Ako je mlaz plina usmjeren prema Zemlji, kvazar se naziva blazar. Drži se da je kvazar rana razvojna faza u razvoju galaktika.
Prvi kvazar, 3C48, otkrili su američki astronomi Allan Sandage i Thomas A. Matthews 1960. Nalikovao je zvijezdi, ali je njegov spektar bio znatno različit od zvjezdanih spektara i sadržavao je nepoznate emisijske spektralne linije. Nakon otkrića još jednog nebeskog tijela sličnih svojstava, 3C273 nizozemski astronom Maarten Schmidt zaključio je da opažane emisijske linije pripadaju poznatim spektralnim serijama vodikova atoma, ali značajno pomaknutim (16%) prema crvenome dijelu spektra (crveni pomak). Danas je poznato više od 1 500 kvazara. Približno 20% poznatih kvazara brzo mijenja sjaj (s periodom od jednog dana ili tjedna) u vidljivom i radio području, dok se kod nekih kvazara promjene sjaja događaju u periodima od približno jedne godine (na primjer kod kvazara 3C48 i 3C273).

## Blazari
Blazar (eng. blazar) je aktivna galaktika nalik kvazaru kojoj je jedan od izbačaja plina (relativistički brzih čestica brzina bliskih brzini svjetlosti) usmjeren prema Zemlji. Spektar blazara je kontinuiran, od radiovalova do gama-zračenja vrlo visokih energija, a sjaj bljeskovito (naglo i nepredvidljivo) promjenljiv. Smatra se da se u njihovu središtu nalazi supermasivna crna rupa, oko nje akrecijski disk, a mlaz plina, koji se sastoji od čestica velike energije, okomit je na disk. Prvi je otkriven blazar 3C273 (1963).

## N-galaktike
N-galaktika je aktivna galaktika s malom sjajnom jezgrom i manje sjajnom, crvenkastom okolinom. Prema svojstvima (obliku, elektromagnetskom spektru i crvenom pomaku) N-galaktike su između kvazara i Seyfertovih galaktika.

## Seyfertove galaktike
Seyfertova galaktika (prema američkom astronomu Carlu Keenanu Seyfertu, koji ih je opisao 1943.) je aktivna galaktika s malom sjajnom jezgrom. Pretpostavlja se da se u središnjem dijelu Seyfertove galaktike nalazi vrlo masivna crna rupa, a oko nje akrecijski disk. Pod kutom od 90° u odnosu na akrecijski disk velikom brzinom izlazi mlaz plina. Od kvazara se razlikuju po tome što im je sjaj znatno manji, a crveni pomak manji u većini slučajeva. U spektru im se ističu proširene emisijske linije. Klasificiraju se s obzirom na to koliko su spektralne linije proširene (što ovisi i o položaju galaktičkog diska u odnosu na smjer prema Zemlji). Izvor emisije elektromagnetskih valova proširenih spektralnih linija su oblaci ioniziranoga plina koji se velikom brzinom (500 do 4000 km/s) gibaju oko njihova središta. Većinom su spiralne galaktike. Najpoznatije su Seyfertove galaktike M77, NGC 1275, NGC 1808, NGC 6251, ESO 97–G13, HE0450-2958 i druge.

## Radio galaktike
Radio galaktika ili radiogalaktika je vrsta aktivne galaktike koje snažno zrači radiovalove. Izvori radiovalova većine radiogalaktika obično se nalaze izvan optički vidljivog dijela galaktike. Ta su područja veća od jezgra galaktika s kojima su obično povezana tankim mlazovima plina (plazme). Mlazovi se udaljavaju relativističkim brzinama (brzinama bliskim brzini svjetlosti) te stvaraju sinkrotronsko zračenje, a brzina im se prolaskom kroz unutargalaktičku i izvangalaktičku tvar postupno smanjuje. Primjerice, radiogalaktike su: divovska eliptična galaktika Djevica A (lat. Virgo A ili Messier 87), koja pripada galaktičkom superskupu u zviježđu Djevici, eliptične galaktike Labud A (lat. Cygnus A ili 3C 405) i Herkul A (lat. Hercules A ili 3C 348), lećasta galaktika Centaur A (lat. Centaurus A ili NGC 5128), galaktika s dvije sfere Slikar A (lat. Pictor A).